# Tipula luteicorporis
Tipula luteicorporis är en tvåvingeart som beskrevs av Alexander 1933. Tipula luteicorporis ingår i släktet Tipula och familjen storharkrankar. Inga underarter finns listade i Catalogue of Life.